# Amphibien-Lebensräume um Etsdorf
Amphibien-Lebensräume um Etsdorf este o arie protejată (arie specială de conservare — SAC, sit de importanță comunitară — SCI) din Germania întinsă pe o suprafață de 33,99 ha, integral pe uscat.

## Localizare
Centrul sitului Amphibien-Lebensräume um Etsdorf este situat la coordonatele 49°26′54″N 12°02′38″E / 49.4483°N 12.0439°E.

## Înființare
Situl Amphibien-Lebensräume um Etsdorf a fost declarat sit de importanță comunitară în noiembrie 2004 pentru a proteja 2 specii de animale. Situl a fost protejat și ca arie specială de conservare în aprilie 2016.

## Biodiversitate
Situată în ecoregiunea continentală, aria protejată conține 2 habitate naturale: Liziere de ierburi înalte hidrofile de câmpie și de nivel montan până la alpin, Păduri aluvionare cu Alnus glutinosa și Fraxinus excelsior (Alno-Padion, Alnion incanae, Salicion albae).
La baza desemnării sitului se află mai multe specii protejate de  amfibieni (2): izvoraș-cu-burta-galbenă (Bombina variegata), triton cu creastă (Triturus cristatus).